# Pietà (Andrea Vaccaro)
La Pietà è un dipinto a olio su tela di Andrea Vaccaro. La sua realizzazione viene ascritta attorno al 1640.
Il dipinto, carico di pathos, vede al centro il flessuoso corpo inerte di Gesù che emerge dalla penombra, investito dalla luce, ed è sorretto da Giuseppe d'Arimatea e da Giovanni Evangelista, mentre Maria, colta in un'espressione di straziante, ma contenuto dolore, volge lo sguardo nella direzione opposta, e la Maddalena, contrita, si inginocchia in segno di raccoglimento sotto il corpo morto del Cristo. 
L'opera, considerata come uno dei capolavori del Vaccaro e come uno dei dipinti di maggior pregio della Pinacoteca del Pio Monte della Misericordia (Napoli), testimonia della progressiva apertura dell'artista napoletano, inizialmente aderente al naturalismo tenebroso di matrice caravaggesca, alle preziosità cromatiche tipiche del Van Dyck.
Il quadro, eseguito probabilmente per il duca delle Pesche, Fabrizio Pisanelli, riscosse grande successo, tanto che venne replicato più volte (le versioni del Museo Correale di Terranova, della Chiesa di Santa Maria della Pietà a Casamicciola eccetera).